# Фиголевка
Фиголевка (укр. Фиголівка) — село,
Петро-Ивановский сельский совет,
Двуречанский район,
Харьковская область, Украина.
Код КОАТУУ — 6321884005. Население по переписи 2001 года составляло 104 (41/63 м/ж) человека, а в 2022 году составляло 46 человек.

## Географическое положение
Село Фиголевка находится на левом берегу реки Верхняя Двуречная, возле балки Степовая, есть мост, выше по течению в 3-х км расположено село Петро-Ивановка.
Возле села небольшой садовый массив.

## Происхождение названия
На старых картах село называют Фоголёвка.

## История
- 1832 — дата основания.
- В феврале 2025 года в ходе боёв за Купянск в рамках вторжения России на Украину село было оккупировано Вооружёнными силами РФ[2].

## Экономика
- В селе есть молочно-товарная ферма.

## Объекты социальной сферы
- Школа.